# Escravidão por dívida
Peonagem ou escravidão por divida é uma forma de se pagar uma dívida por meio do trabalho forçado ou do trabalho compulsório, geralmente envolvendo privação da liberdade e de outros direitos, condição considerada análoga à escravidão. 
A noção de escravidão por dívida aparece num documento sumério datado de c. 2300 a.C., encontrado na cidade-estado de Lagash e no qual se encontra o termo ama-gi, que, em sumério, significa literalmente 'retorno à mãe', sendo interpretado por paleógrafos como 'emancipação dos escravos e fim da servidão, mediante anulação da dívida'. O documento, em caracteres cuneiformes gravados sobre placas de terracota, é tido como a primeira referência escrita ao conceito de liberdade.

## No Brasil
A servidão por dívida ocorre no Brasil desde a época colonial, quando através do sistema de parceria imigrantes europeus tinham suas viagens ao Brasil pagas por senhores de terra e ao chegar pagavam suas dívidas através do trabalho.
A prática, porém, ainda permanece nos tempos atuais. Em 2003, como parte do Plano Nacional para a Erradicação do Trabalho Escravo, foi criada a CONATRAE (Comissão Nacional de Erradicação do Trabalho Escravo), cujo principal papel vem sendo o de fiscalizar e denunciar as propriedades em que se esse tipo de prática se verifica, principalmente na região Norte do país.
Desde 2004, o Ministério do Trabalho e Emprego divulga o chamado Cadastro de Empregadores, mais conhecido como Lista Suja do Trabalho Escravo. Atualizada semestralmente, a lista contém os nomes de proprietários de terras e empresas que se valem dessa forma de exploração. No entanto, em razão de decisões liminares da Justiça, alguns dos nomes vêm sendo retirados da lista.